# Tiberius Aemilius Mamercinus
Tiberius Aemilius Mamercinus war ein Politiker der Römischen Republik aus der gens Aemilia. Der Name ist bei Livius als „Titus Aemilius Mamercus“ überliefert, bei Diodor lautet der Vorname Tiberius.
Im Jahr 339 v. Chr. war er Konsul. Sein Amtskollege war Quintus Publilius Philo.
Möglicherweise ist er mit dem T. Aemilius identisch, der laut Livius im Jahr 352 v. Chr. quinquevir mensarius und 341 v. Chr. Prätor war.